# أجواج
أجواج هي قرية في مقاطعة سلماس، إيران. يقدر عدد سكانها بـ 474 نسمة بحسب إحصاء 2016.